# Gyűrűs ózon
A gyűrűs ózon az ózon egy elméletben létező módosulata. A normál ózontól eltérően nem V alakú, hanem egyenlő oldalú háromszög formájú.
Tulajdonságai ismeretlenek, csak elméleti jóslatok vannak e téren. Például energiatartalma nagyobb, mint a normál ózoné.
Kis mennyiségű gyűrűs ózon van magnézium-oxid kristályok felületén, ha azok levegőben vannak. Még nem állították elő nagyobb mennyiségben, de már megpróbálták lézerrel.
Vannak találgatások arra vonatkozóan, hogy amennyiben a gyűrűs ózon előállítható nagyobb mennyiségben, és kellő stabilitást mutat,[forrás?] akkor folyékony oxigénhez keverve nagyobb fajlagos tolóerejű rakéta-üzemanyagot lehetne vele előállítani.

## Fordítás
Ez a szócikk részben vagy egészben  a   Cyclic ozone című angol Wikipédia-szócikk ezen változatának fordításán alapul.  Az eredeti cikk szerkesztőit annak laptörténete sorolja fel. Ez a jelzés csupán a megfogalmazás eredetét és a szerzői jogokat jelzi, nem szolgál a cikkben szereplő információk forrásmegjelöléseként.